# V karavanu po Polsku
V karavanu po Polsku je český dokumentární seriál České televize. Cyklus o osmi epizodách byl vysílán od 17. dubna do 5. června 2024 na ČT2 vždy ve středu ve 21:00. Pořadem provází kněz a moderátor Zbigniew Czendlik. Seriál následuje po řadě úspěšných pořadů ČT, které se věnovaly Slovensku (V karavanu po Slovensku), Česku (V karavanu po Česku) a Maďarsku (V karavanu po Maďarsku). Czendlik v jednotlivých dílech cestuje se svým karavanem po polských vojvodstvích a navštěvuje jak proslulá, tak i méně známá místa. Zajímá se o místní kulturu, ochutnává speciality místní gastronomie a snaží se sousední zemi představit českým divákům.[zdroj?]

## Seznam dílů
| Pořadí | Vojvodství                   | Významná navštívená místa                   | Datum vysílání  |
| ------ | ---------------------------- | ------------------------------------------- | --------------- |
| 1      | Podkarpatské                 | Sanok, Łańcut                               | 17. dubna 2024  |
| 2      | Lublinské                    | Roztoczanský národní park, Zamość, Lublin   | 24. dubna 2024  |
| 3      | Mazovské                     | Varšava, Serock, Kampinoský národní park    | 1. května 2024  |
| 4      | Slezské a Malopolské         | Jasná Hora, Błędowská poušť, Krakov         | 8. května 2024  |
| 5      | Dolnoslezské                 | Kladsko, Książ, Grodno, Svídnice, Vratislav | 15. května 2024 |
| 6      | Velkopolské                  | Rogalin, Poznaň, Hnězdno                    | 22. května 2024 |
| 7      | Kujavsko-pomořské a Pomořské | Toruň, Grudziądz, Malbork                   | 29. května 2024 |
| 8      | Pomořské                     | Kašubský krajinný park, Gdyně, Gdaňsk       | 5. června 2024  |